# Rukwa (Region)
Rukwa ist eine von 31 Regionen (Verwaltungsbezirken) in Tansania mit der Hauptstadt Sumbawanga. Die Region umfasst eine Fläche von 27.765 Quadratkilometer und hat rund 1,5 Millionen Einwohner (Volkszählung 2022). Der wichtigste Wirtschaftszweig ist die Landwirtschaft, die ertragreichsten Produkte sind Mais, Bohnen, Sonnenblumen und Reis. Beinahe drei Viertel der Erwerbstätigen arbeiten in der Landwirtschaft.

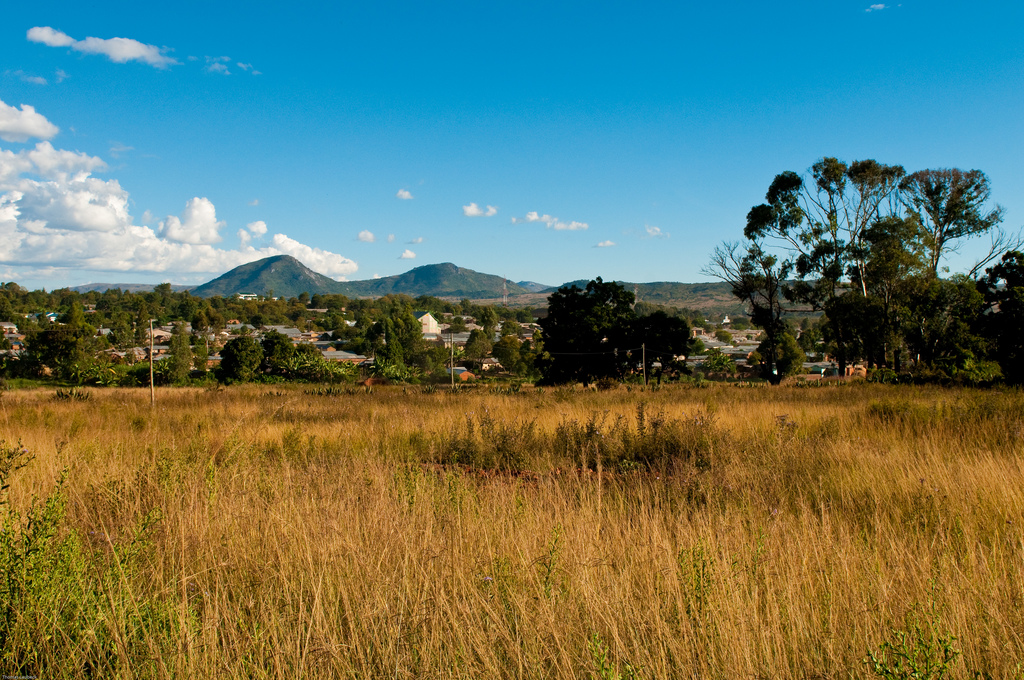
Blick auf die Stadt Sumbawanga

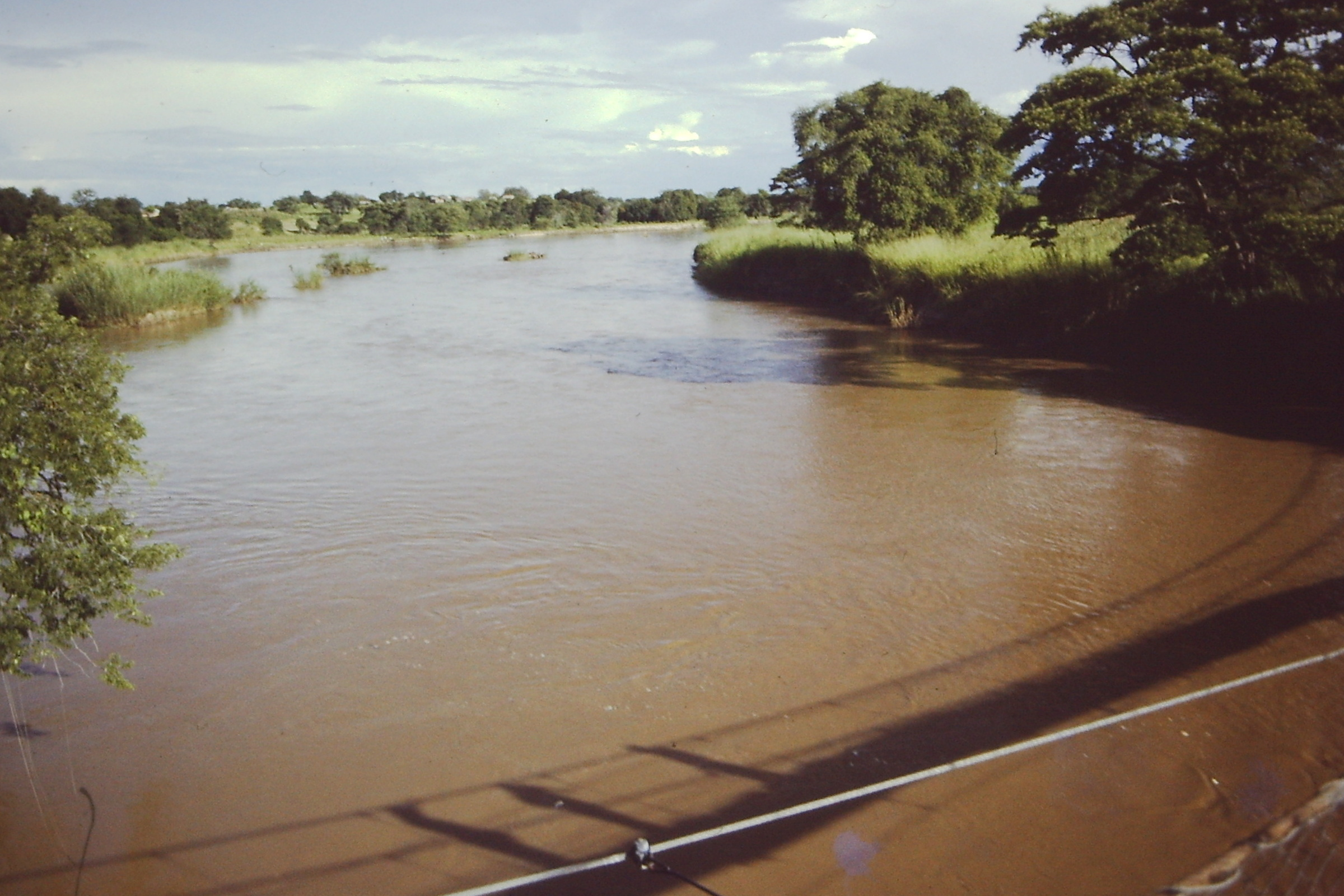
Mündung des Flusses Mumba in den Rukwasee

## Geographie
Die Region liegt im Westen von Tansania zwischen dem Tanganjikasee im Westen und dem Rukwasee im Osten. Der tiefste Punkt ist das Ufer des Tanganjikasees mit 773 Meter über dem Meer. Hier steigt das Land rasch zum Ufipa-Plateau auf 1500 Meter Seehöhe an. Die höchste Erhebung ist 2461 Meter hoch. Ein Teil der Südgrenze wird von dem Fluss Kalambo gebildet.

### Klima
In der Region gibt es zwei Klimazonen. Großteils herrscht tropisches Savannenklima, Aw nach der effektiven Klimaklassifikation, aber es gibt auch Bereiche mit Mittelmeerklima (Csb). Die Temperatur liegt zwischen 13 und 27 Grad Celsius, kühl ist es in den Monaten Juni und Juli, heiß von Oktober bis Dezember. Die Niederschläge fallen unregelmäßig, der Jahresdurchschnitt liegt zwischen 800 und 1300 Millimeter, der Regen fällt hauptsächlich in den Monaten November bis Mai, darauf folgt eine Trockenzeit von Juni bis Oktober.
|                        | Jan  | Feb  | Mär  | Apr  | Mai  | Jun  | Jul  | Aug  | Sep  | Okt  | Nov  | Dez  |   |      |
| Mittl. Temperatur (°C) | 19,9 | 20,1 | 19,8 | 19,8 | 18,9 | 17,1 | 16,8 | 18   | 19,6 | 21   | 20,7 | 20,3 | ⌀ | 19,3 |
| Mittl. Tagesmax. (°C)  | 24,4 | 25,1 | 25,1 | 25,2 | 24,6 | 24,8 | 25   | 25,5 | 27,1 | 27,8 | 26,6 | 25,3 | ⌀ | 25,5 |
| Mittl. Tagesmin. (°C)  | 15,5 | 15,2 | 14,6 | 14,5 | 13,3 | 9,4  | 8,7  | 10,6 | 12,2 | 14,3 | 14,9 | 15,4 | ⌀ | 13,2 |
|                        |      |      |      |      |      |      |      |      |      |      |      |      |   |      |
| Niederschlag (mm)      | 177  | 160  | 168  | 104  | 22   | 3    | 0    | 0    | 3    | 16   | 97   | 184  | Σ | 934  |

| 15,5 |

| 15,2 |

| 14,6 |

| 14,5 |

| 13,3 |

| 9,4 |

| 8,7 |

| 10,6 |

| 12,2 |

| 14,3 |

| 14,9 |

| 15,4 |

| 15,5 |

| 15,2 |

| 14,6 |

| 14,5 |

| 13,3 |

| 9,4 |

| 8,7 |

| 10,6 |

| 12,2 |

| 14,3 |

| 14,9 |

| 15,4 |

### Nachbarregionen
Sie grenzt im Norden an die Region Katavi, im Osten an die Region Mbeya, im Süden an die Nordprovinz in Sambia und im Westen über den Tanganjikasee an die Provinz Tanganyika in der Demokratischen Republik Kongo.
|       | Katavi                                      |       |
| Kongo | Kompassrose, die auf Nachbargemeinden zeigt | Mbeya |
|       | Sambia                                      |       |

## Geschichte
Die Region wurde im Jahr 1974 aus Teilen der Regionen Mbeya und Tabora gebildet. Der Distrikt Mpanda wurde 2012 abgespalten und gehört seitdem zur neu gegründete Region Katavi.

## Verwaltungsgliederung
Die Region wird in vier Distrikte untergliedert:

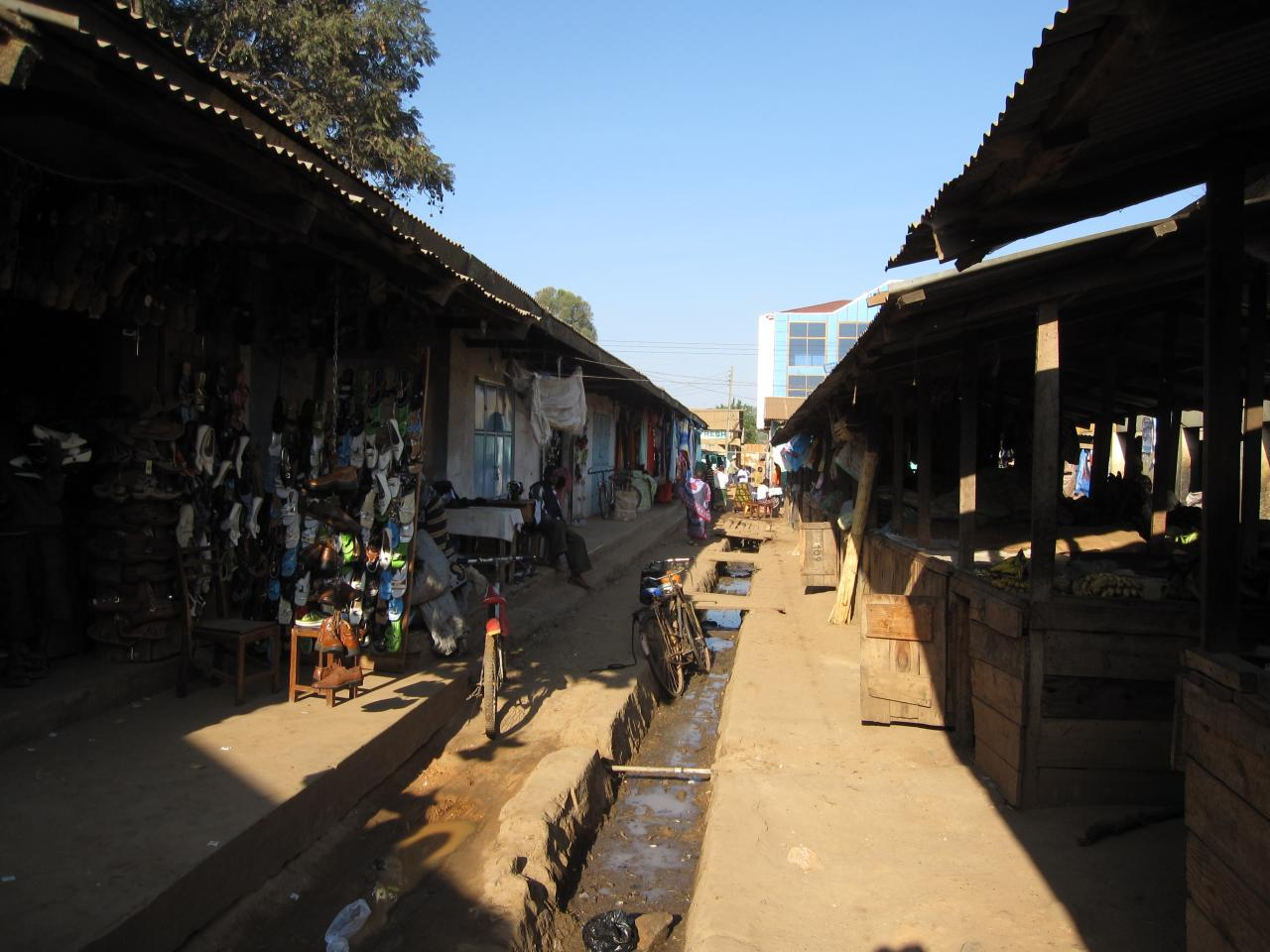
Markt in Sumbawanga

| Distrikt        | Fläche km² | Einwohner 1988 | Einwohner 2002 | Einwohner 2012 | Einwohner 2016 | Einwohner 2022 |
| --------------- | ---------- | -------------- | -------------- | -------------- | -------------- | -------------- |
| Kalambo         | 4.441      | n/a            | n/a            | 207.700        | 236.112        | 316.783        |
| Nkasi           | 13.124     | 107.239        | 207.311        | 281.200        | 319.666        | 425.420        |
| Sumbawanga      | 8.871      | n/a            | n/a            | 305.846        | 347.684        | 494.330        |
| Sumbawanga (MC) | 1.329      | 90.703         | 146.842        | 209.793        | 238.491        | 303.986        |

## Bevölkerung
Die größte Volksgruppe bilden die Fipa, die vor allem die Distrikte Sumbawanga und Nkasi bewohnen. Weitere ethnische Gruppen sind die Mambwe, Lungu, Wanda und Mwanga im Distrikt Sumbawanga. Außerdem leben hier auch Sukuma, Nyamwezi und Massai.
Die Bevölkerungspyramide zeigt die für viele afrikanische Länder typische breite Basis, was auf eine hohe Fruchtbarkeit hinweist. Die Alphabetisierungsrate der über Fünfjährigen liegt bei sechzig Prozent. Die Alphabetisierung ist bei unter Fünfzigjährigen höher als bei älteren Menschen, bei Männern höher (64 %) als bei Frauen (55 %) und bei Stadtbewohnern höher (72 %) als bei Landbewohnern (55 %).

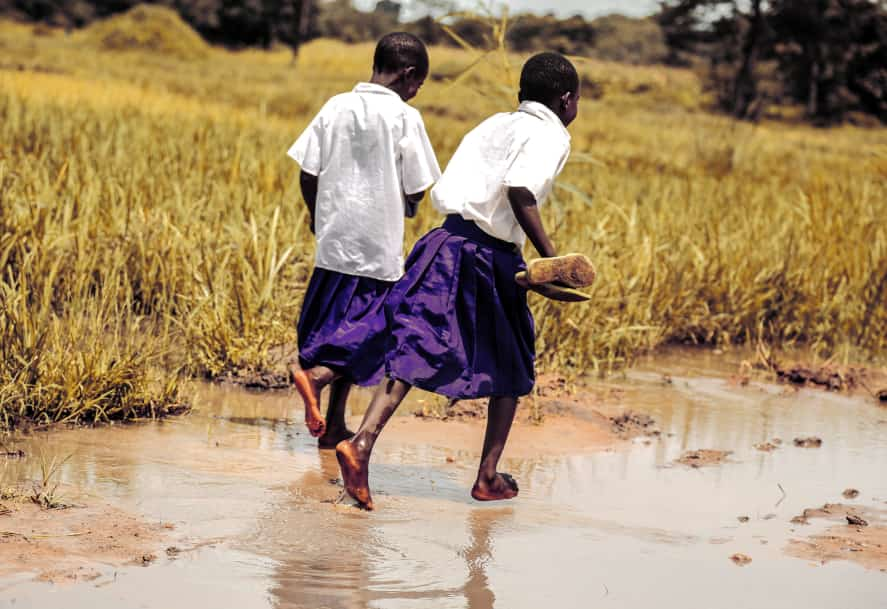
Schulmädchen auf dem Heimweg

## Einrichtungen und Dienstleistungen
- Bildung: In der Region gibt es 368 Grundschulen und 90 weiterführende Schulen (Stand 2018).[15] Von der Open University of Tanzania gibt es ein regionales Zentrum in Rukwa.[16]
- Gesundheit: Für die medizinische Versorgung der Bevölkerung stehen drei Krankenhäuser, 20 Gesundheitszentren und 193 Apotheken zur Verfügung. Zu den häufigsten Krankheiten mit tödlichem Ausgang zählen Malaria, akute Atemwegsinfektion und Lungenentzündung. Die HIV-Prävalenz sank von 6 Prozent in 2003/2004 auf 4,9 Prozent in 2007/2008, stieg aber 2011/2012 wegen zunehmender Reisetätigkeit und laufender Großprojekte auf 6,2 Prozent (Stand 2018).[17]

## Wirtschaft und Infrastruktur
Die Landwirtschaft ist der wichtigste Wirtschaftszweig der Region, etwa achtzig Prozent der Bevölkerung verdienen ihren Lebensunterhalt mit ihr.
| Zwei Drittel der Anbaufläche werden von Kleinbauern mit einer Hofgröße von 0,5 bis 2 Hektar bewirtschaftet. Die Hauptanbauprodukte sind Mais, Reis, Bohnen, Weizen, Hirse und Maniok. Daneben werden auch Sonnenblumen, Erdnüsse, Sesam, Gerste und Gemüse gepflanzt. Von den 200.000 Haushalten in der Region besitzt die Hälfte Nutztiere. Hauptsächlich gehalten werden Geflügel und Rinder. Jede Familie besitzt durchschnittlich 12 Rinder. In den letzten Jahren gab es einen Zustrom von Wanderhirten aus Tabora, Shinyanga und Mwanza, die Weiden suchten. Diese besitzen 100 bis 300 Rinder je Familie (Stand 2018). Neben den großen Seen Tanganjikasee und Rukwasee gibt es auch kleine Seen und Flüsse mit gutem Fischbestand. Etwa ein Prozent der Haushalte lebt vom Fischfang. | Hier fehlt eine Grafik, die leider im Moment aus technischen Gründen nicht angezeigt werden kann. Wir arbeiten daran! |

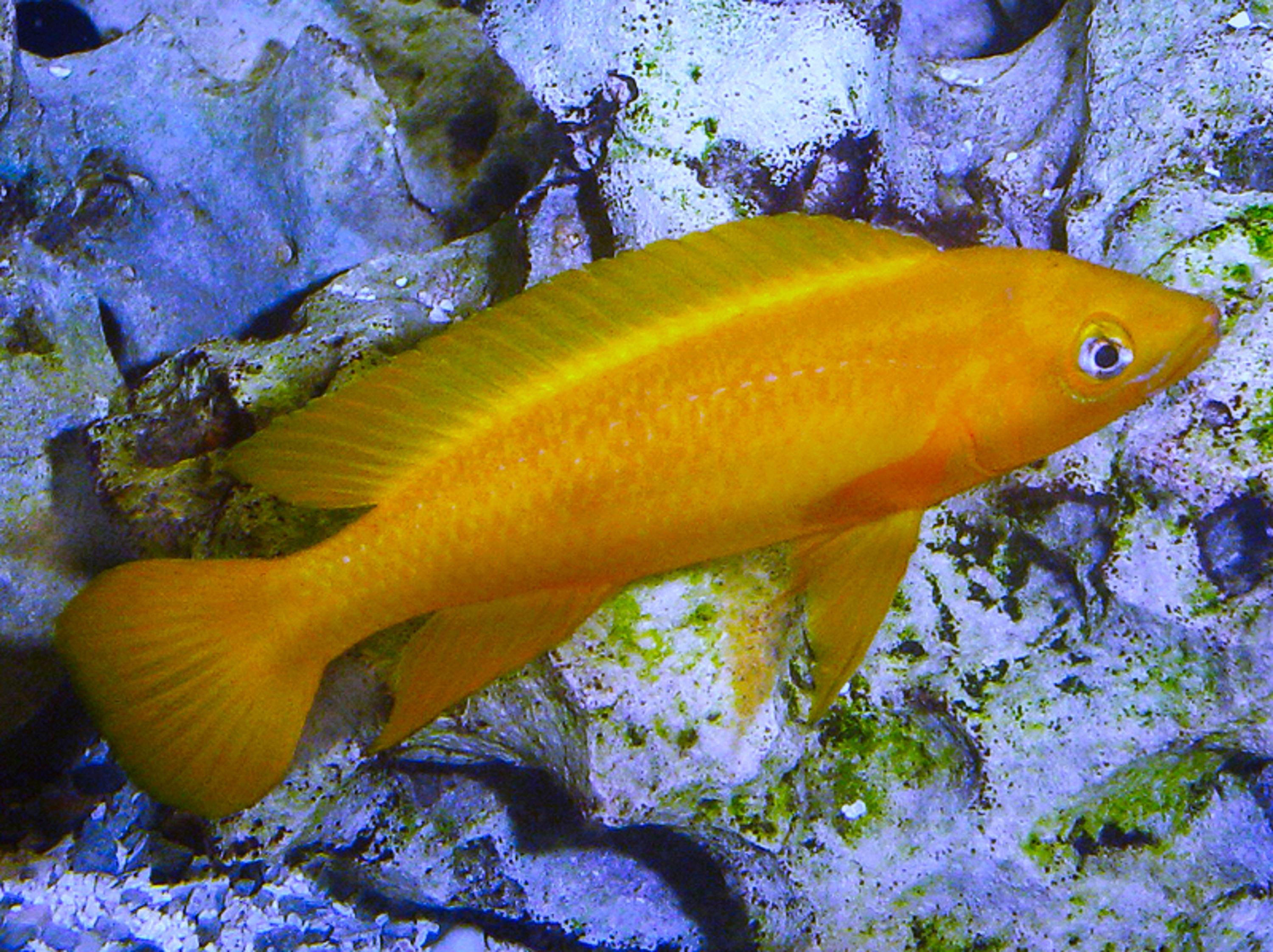
Neolamprologus leleupi aus dem Tanganjikasee

Im Tanganjikasee leben 250 Arten von Buntbarschen, von denen viele wegen ihrer Farbenpracht in Aquarien gehalten werden. Im Jahr 2003 wurden Zierfische im Wert von 94,2 Millionen US-Dollar aus Tansania exportiert.

### Gewerbe und Industrie
In der Region gibt es rund 1000 Betriebe, davon sind neunzig Prozent Kleinstbetriebe mit weniger als fünf Mitarbeitern. Fast zehn Prozent sind Kleinbetriebe mit bis zu fünfzig Mitarbeitern. Die wichtigsten Zweige sind Lebensmittelverarbeitung, Gerbereien, Fischverarbeitung, Holzverarbeitung und die Herstellung von Schmuck.

### Fremdenverkehr
Der Fremdenverkehr ist schwach ausgeprägt und beschränkt sich hauptsächlich auf die Wildtierreservate.

### Bodenschätze
Seit 2018 wird Kohle abgebaut. Die Produktion liegt bei 4000 Tonnen im Monat (Stand 2019).

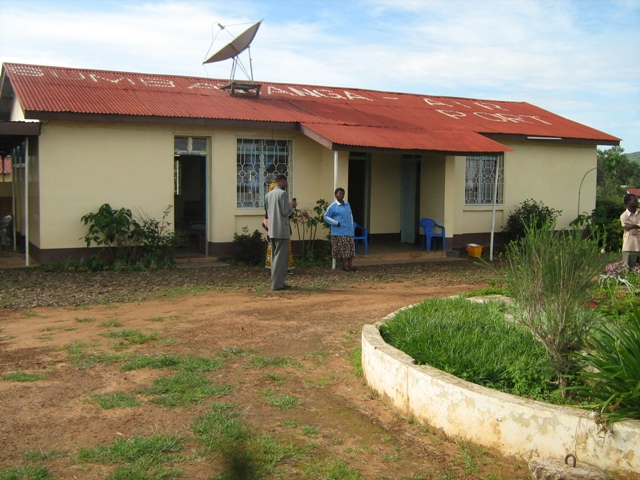
Flughafen Sumbawanga

### Infrastruktur
- Straße: Die Nationalstraße T9 durchquert die Region von Norden nach Süden. Von ihr zweigt in der Stadt Sumbawanga die Nationalstraße T20 nach Sambia ab.[30]
- Flughafen: Der 1985 eröffnete lokale Flughafen von Sumbawanga wird mit Mitteln der Europäischen Entwicklungsbank zu einem modernen Flughafen ausgebaut (Stand 2019).[31][32]

## Naturschutzgebiete, Sehenswürdigkeiten
- Uwanda-Wildreservat: Das 5000 Quadratkilometer große Reservat wurde 1974 gegründet, es grenzt an den Katavi-Nationalpark und umfasst große Teile des Rukwasees. Das Reservat hat große Bestände an Krokodilen und ist besonders für Vogelbeobachtungen vom Boot aus geeignet.[33][34]
- Rukwa-Wildreservat: Das 4000 Quadratkilometer große Reservat liegt großteils in Katavi am Rukwasee.[33][35]
- Lukwati-Wildreservat: Das 3146 Quadratkilometer große Reservat liegt zum größten Teil in Katavi.[33][35]
- Lwafi-Wildreservat: Das im Distrikt Nkasi gelegene 2228 Quadratkilometer große Jagdreservat wurde 1993 gegründet und beherbergt Leoparden, Löwen, Zebras, Flusspferde, Büffel und Wasserböcke.[33][36]

## Sonstiges
Seit 2002 untersuchen Forscherteams der Universitäten Ohio, Michigan State, James Cook und Daressalam Sedimente aus der Kreidezeit (Stand 2019).